# Gare Chhatrapati Shivaji
Pour les articles homonymes, voir Aéroport international Chhatrapati-Shivaji et CST.
La Gare de Chhatrapati Shivaji (en marâthî छत्रपती शिवाजी टर्मिनस), anciennement Victoria Terminus, est l'une des gares les plus actives de l'Inde. Elle est la gare terminus du réseau Central Railway (en), dont elle abrite aussi le siège social, et des trains de banlieue de Bombay.
C'est un bâtiment historique de Bombay (Mumbai), classé au patrimoine mondial par l'Unesco depuis 2004.

## Histoire
La gare est conçue dans les années 1870 par l’architecte britannique Frederick William Stevens (en), percevant pour ce travail des émoluments, considérables pour l'époque, de 16 140 000 roupies. Elle est construite de 1878 à 1888.

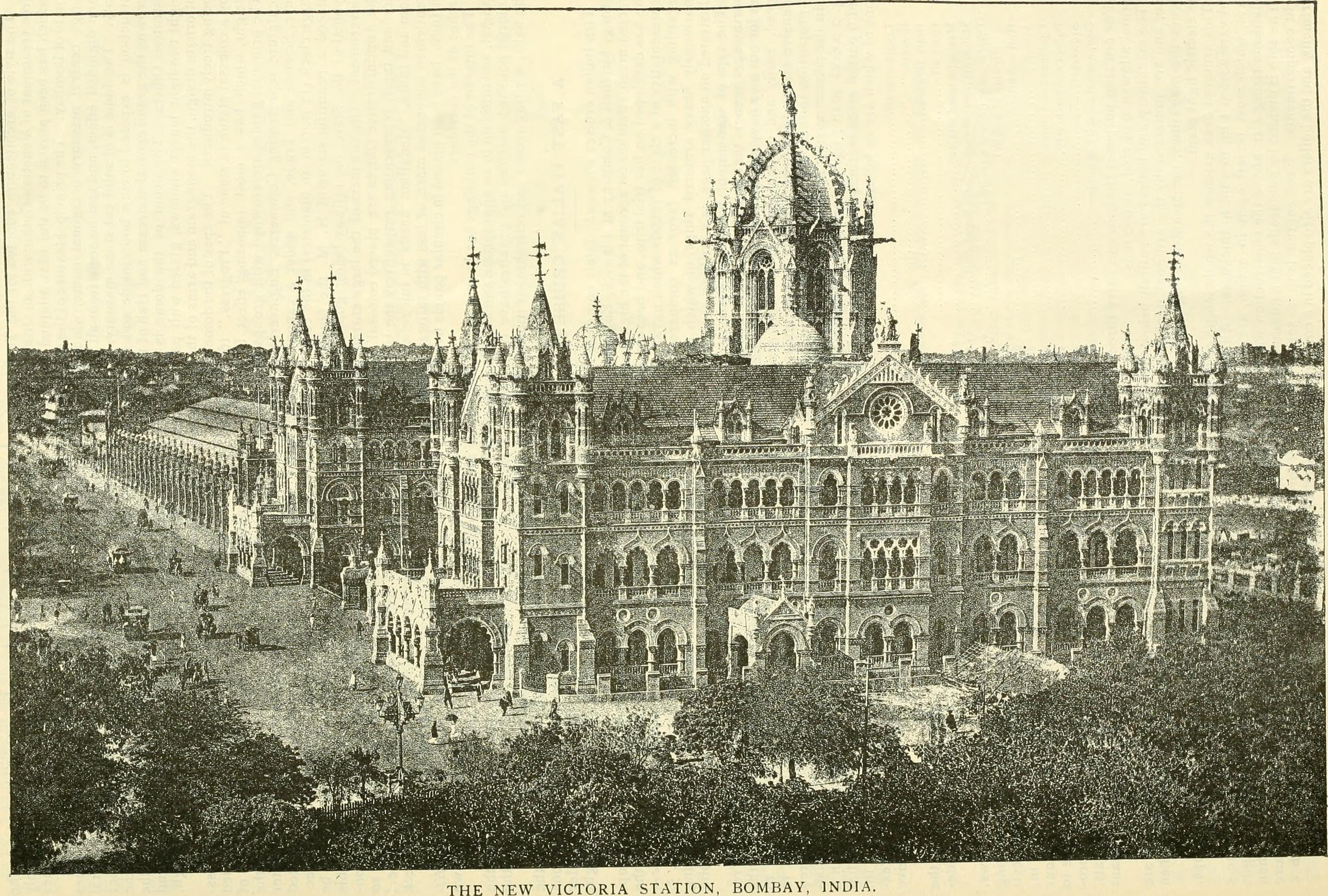
La gare Victoria avant 1889.

Elle entre en fonction pour le jour de l'an 1882 et est inaugurée en 1887, année du jubilé d'or fêtant les cinquante années de règne de la reine et impératrice des Indes Victoria, dont elle porte alors le nom,. C'est en 1996 que, dans le cadre de la campagne d'indianisation des noms de lieu menée par le parti nationaliste Shiv Sena, le ministre des transports, Suresh Kalmadi, lui fait donner le nom du roi marathe du XVIIe siècle Chhatrapati Shivaji.
La gare est l’une des cibles des attaques du 26 novembre 2008 (voir article détaillé : Attaques à Bombay du 26 au 29 novembre 2008). Deux hommes armés de fusils d'assaut pénètrent alors dans la salle des pas perdus de la gare et ouvrent le feu sur la foule, tuant plus de cinquante personnes,,.

## Service des voyageurs

### Desserte
Les trains de banlieue, dits local trains ou locals, dont le réseau part en éventail de cette gare, participent à la vie économique du plus grand port marchand de l'Inde. Ils desservent notamment Kalyan et Thane. La gare est aussi le terminus de trains de grande ligne. Elle est le point le plus occidental du réseau Central Railway.

## Patrimoine ferroviaire
La gare Chhatrapati Shivaji est un exemple de fusion du style néogothique victorien avec des éléments indiens. La conception générale du terminal s’inspire des modèles de la fin du Moyen Âge italien, cependant que le dôme de pierre, les tourelles, les arcs brisés et le plan décentré rappellent les palais indiens traditionnels. C’est un exemple exceptionnel de la rencontre de deux cultures, les architectes britanniques ayant fait appel à des artisans indiens pour intégrer la tradition architecturale indienne afin de créer un style nouveau, propre à Bombay. Les décorations intérieures, en particulier les bois sculptés, les céramiques, les ferronneries, les grilles des guichets, les balustrades du grand escalier, sont dues aux élèves de la Bombay School of Art[réf. nécessaire]. En janvier 2009, le magazine américain Newsweek la classait troisième plus belle gare du monde avant la Gare d'Anvers-Central et après les Gare de Saint-Pancras de Londres (dont elle évoque l'aspect général) et de la gare de Grand Central Terminal de New York.

## Galerie

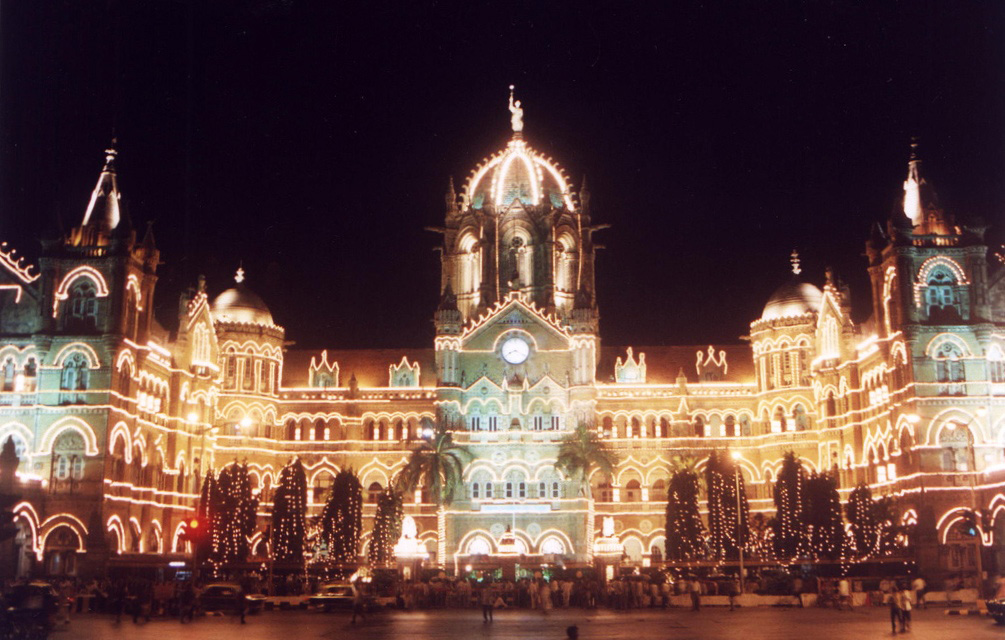
Les illuminations de Chhatrapati Shivaji Terminus la nuit.
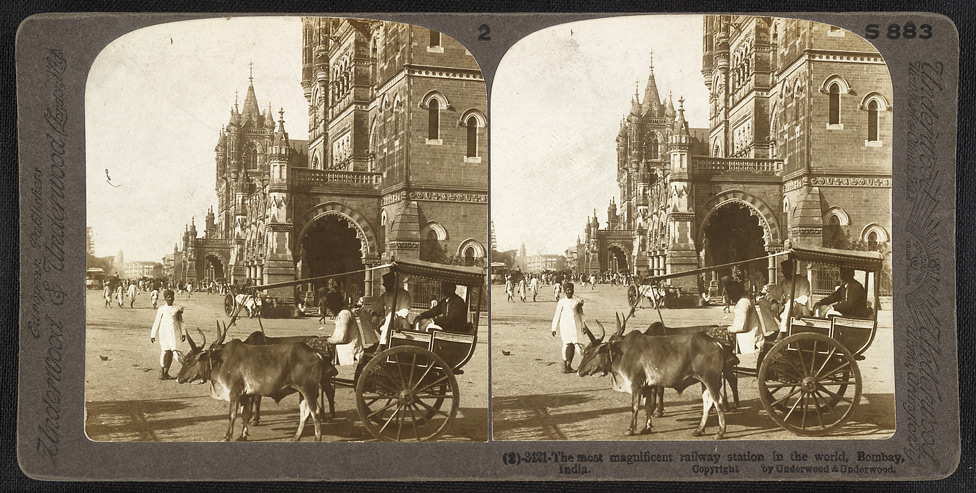
Victoria Terminus, 1903.
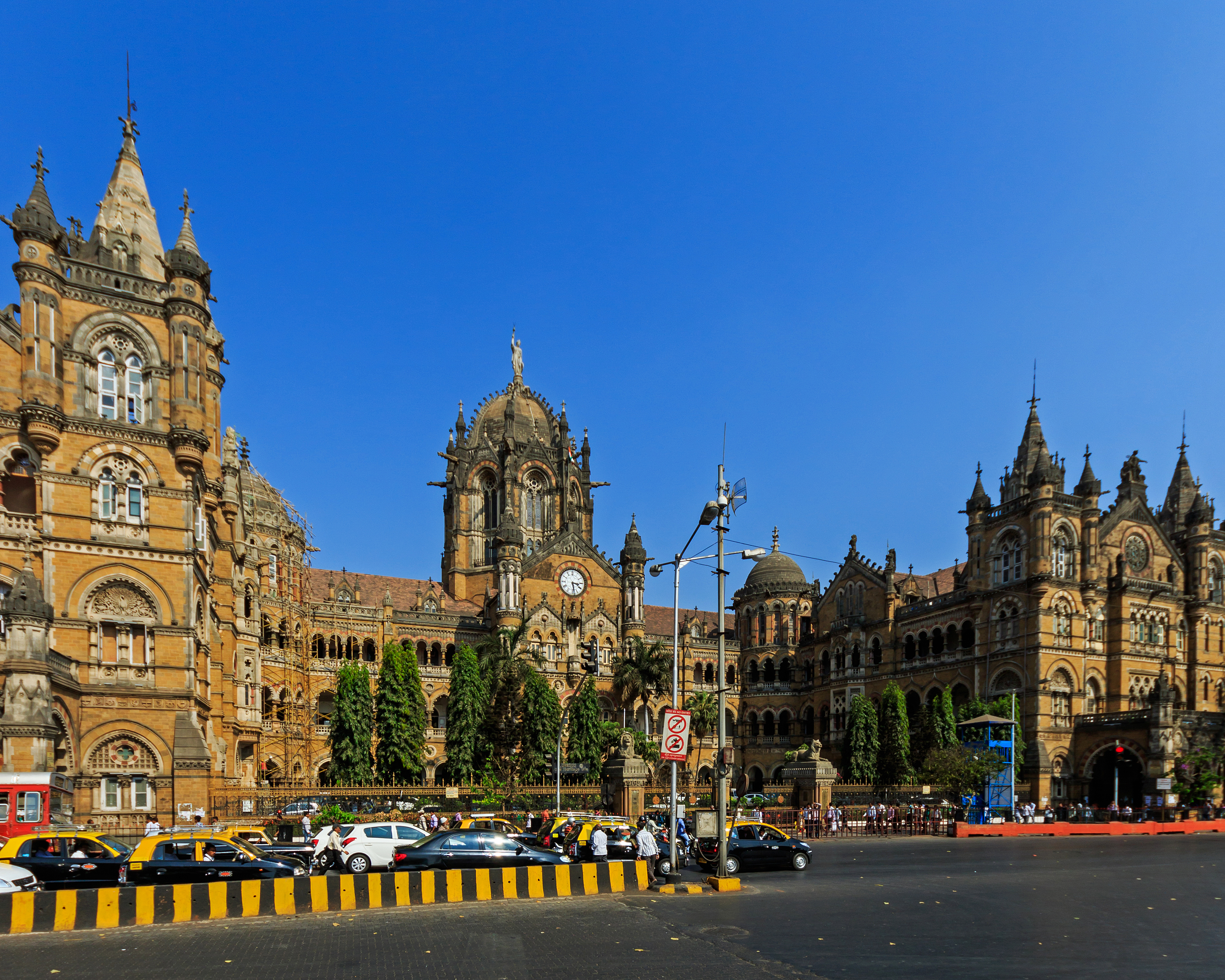
Façade.
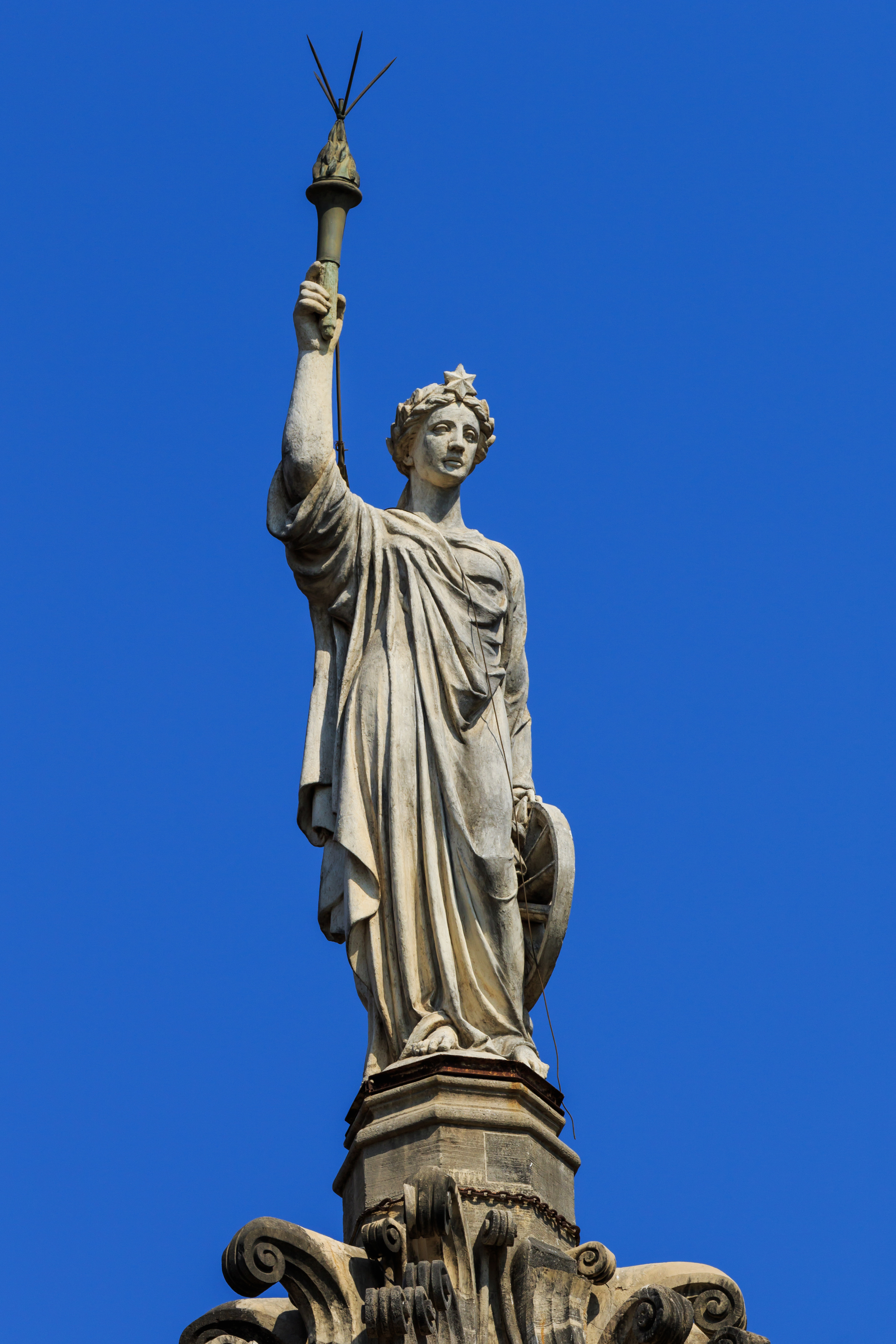
Sculpture.
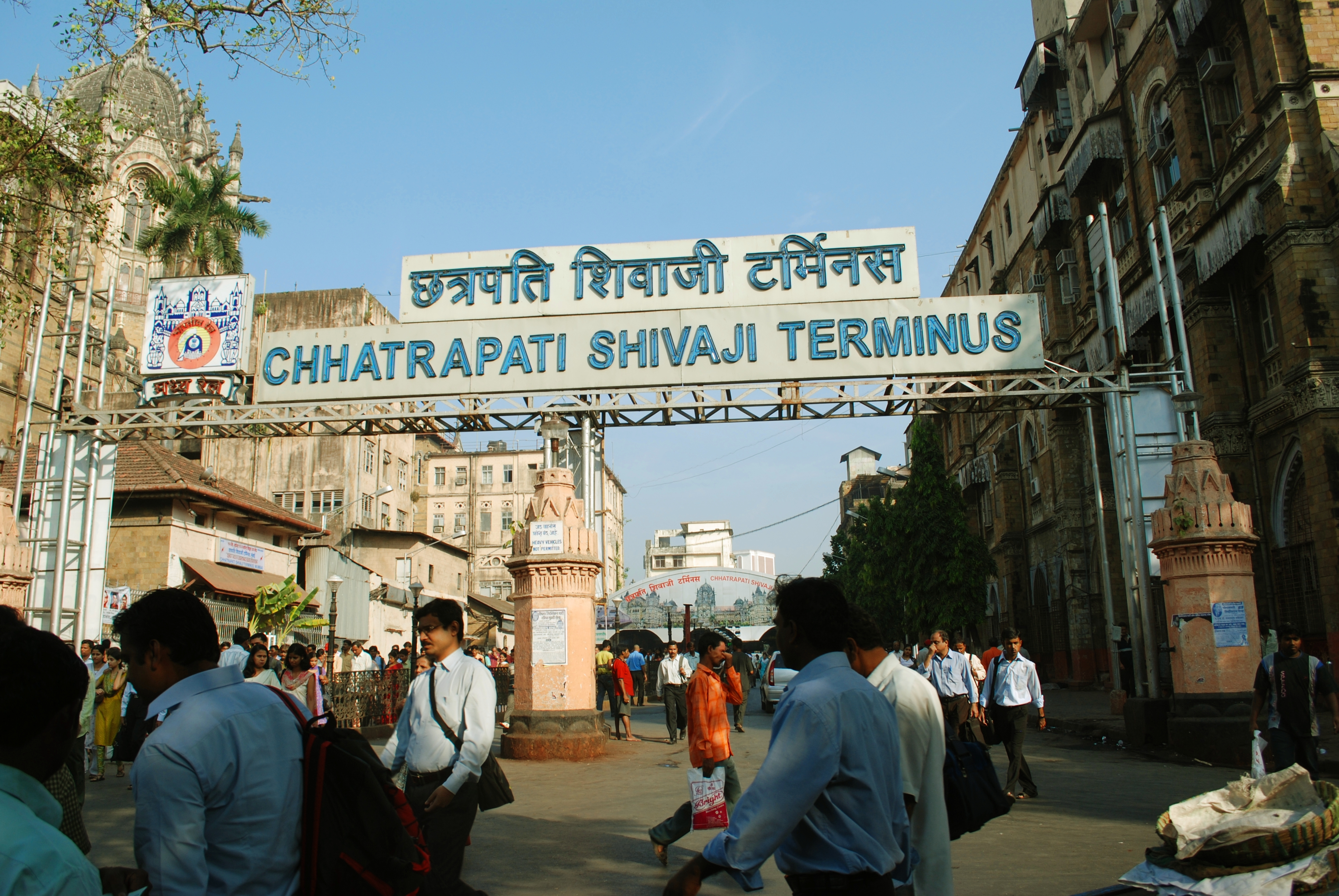
Entrée principale.
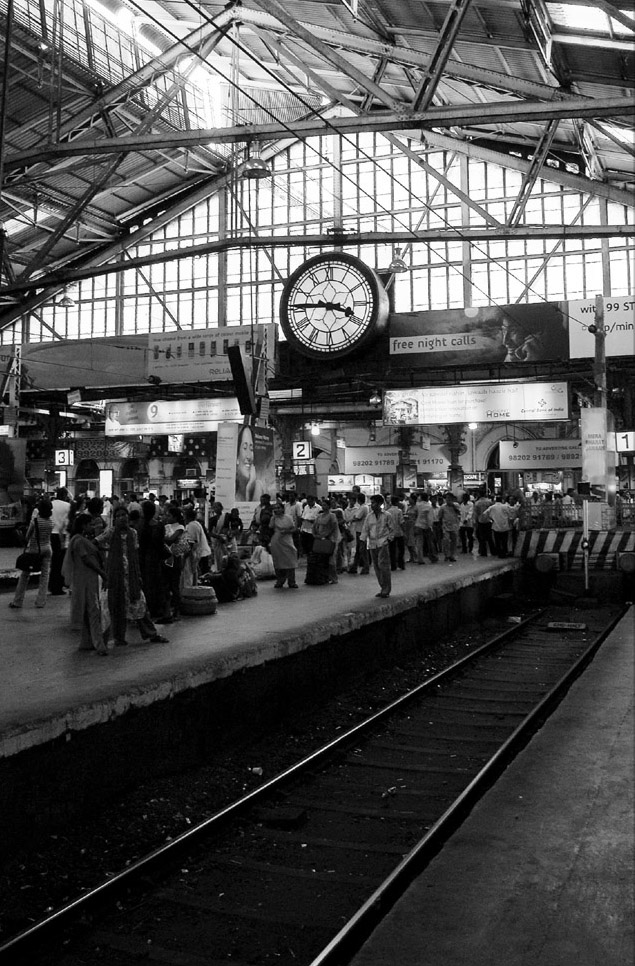
Un quai de la gare de banlieue.
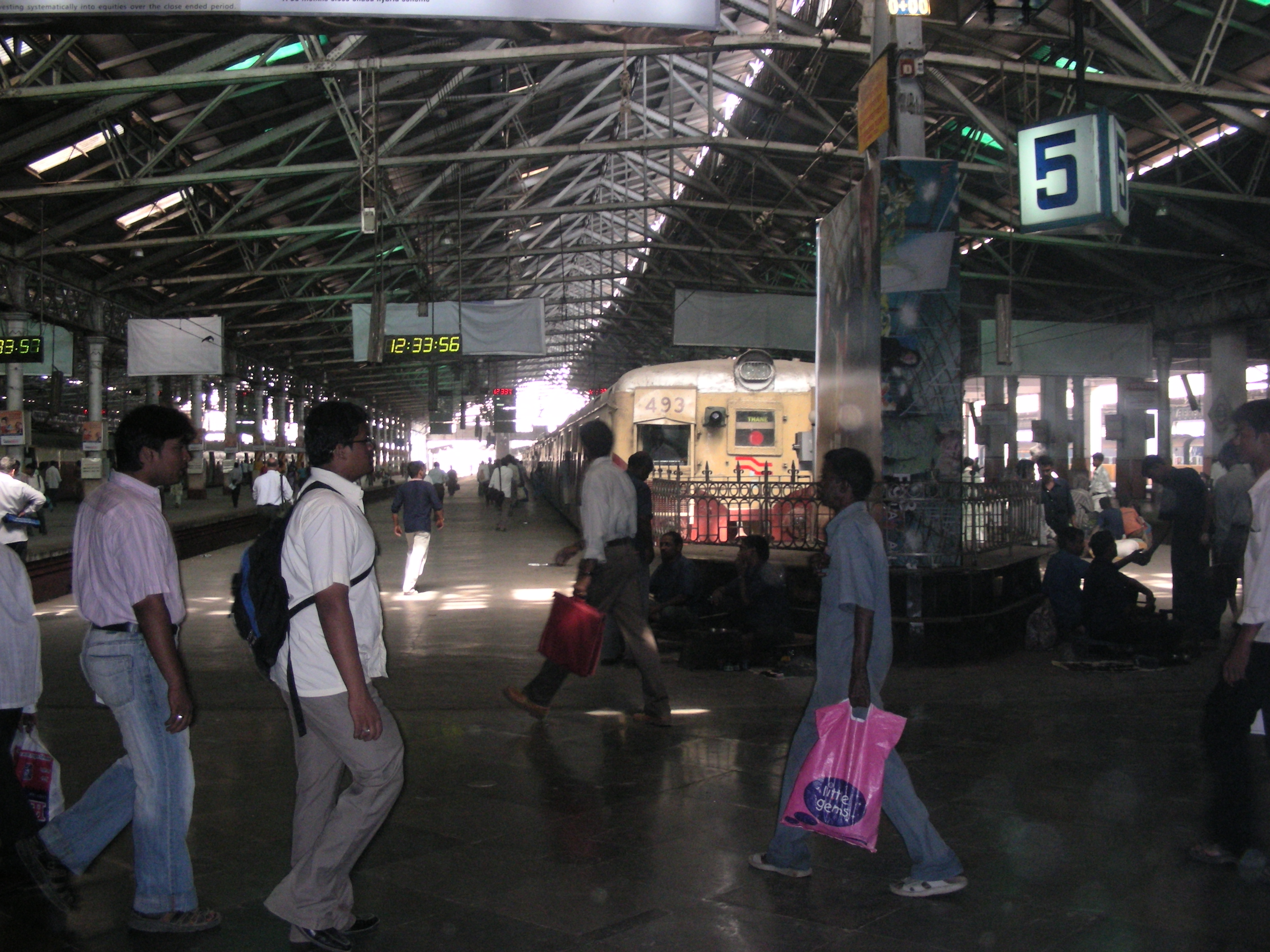
Vue intérieure.